# Cenagnatazja
Cenagnatazja (Caenagnathasia martinsoni) – teropod z rodziny cenagnatów (Caenagnathidae); jego nazwa znaczy azjatycka nowa szczęka. Teropod spokrewniony z cenagnatem.
Żył w epoce późnej kredy (ok. 92-89 mln lat temu) na terenach Azji. Długość ciała ok. 1–1,2 m, wysokość ok. 60–70 cm, masa ok. 8–9 kg. Jego szczątki znaleziono w Uzbekistanie.